# Ernest K. Bramblett

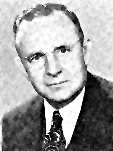
Ernest K. Bramblett

Ernest King Bramblett (* 25. April 1901 in Fresno, Kalifornien; † 27. Dezember 1966 in Woodland Hills, Kalifornien) war ein US-amerikanischer Politiker. Zwischen 1947 und 1955 vertrat er den Bundesstaat Kalifornien im US-Repräsentantenhaus.

## Werdegang
Ernest Bramblett besuchte die öffentlichen Schulen seiner Heimat und studierte danach bis 1925 an der Stanford University. Danach studierte er noch an der University of Southern California. Zwischen 1925 und 1928 arbeitete er in der Automobilbranche und im Versicherungswesen. Danach war er bis 1946 auf dem Bildungssektor tätig. Von 1943 bis 1946 war er Schulrat im Monterey County. Gleichzeitig schlug er als Mitglied der Republikanischen Partei eine politische Laufbahn ein. In den Jahren 1939 bis 1947 amtierte er als Bürgermeister von Pacific Grove. Außerdem war er zwischen 1944 und 1946 im regionalen Vorstand der Republikaner.
Bei den Kongresswahlen des Jahres 1946 wurde Bramblett im elften Wahlbezirk von Kalifornien in das US-Repräsentantenhaus in Washington, D.C. gewählt, wo er am 3. Januar 1947 die Nachfolge von George E. Outland antrat. Nach drei Wiederwahlen konnte er bis zum 3. Januar 1955 vier Legislaturperioden im Kongress absolvieren. Seit 1953 vertrat er dort als Nachfolger von Norris Poulson den 13. Distrikt seines Staates. In seine Zeit im Kongress fielen unter anderem der Beginn des Kalten Krieges, der Koreakrieg und innenpolitisch die Bürgerrechtsbewegung.
1954 wurde Bramblett wegen finanzieller Veruntreuung angeklagt und verurteilt. Das beendete seine politische Laufbahn. Später arbeitete er in Südkalifornien als Berater. Er starb am 27. Dezember 1966 in Woodland Hills.